# Пригорск
Приго́рск — посёлок городского типа в городском округе город Черногорск Республики Хакасия России.

## География
Расположен на левом берегу реки Биджи, севернее Подкунинских гор, в 27 км к северу от Абакана и в 13 км от Черногорска. По западной окраине посёлка проходит федеральная автомагистраль Р257. Здесь начинается в западном направлении межмуниципальная автодорога 75Н-701 Пригорск — Ербинская, на восток уходит автодорога межмуницпального значения 75Н-712 Пригорск — Мохов, на берег Красноярского водохранилища. 616

## Население
| 1989  | 2002  | 2009  | 2010  | 2012  | 2013  | 2014  |
| ----- | ----- | ----- | ----- | ----- | ----- | ----- |
| 1767  | ↗3351 | ↘3268 | ↘2626 | ↘2562 | ↘2500 | ↘2469 |
| 2015  | 2016  | 2017  | 2018  | 2019  | 2020  | 2021  |
| ↘2434 | ↘2404 | ↘2392 | ↘2385 | ↘2314 | ↗2342 | ↗2366 |

Численность населения на 1 января 2021 год: 2 314.